# Pesca tabacchiera

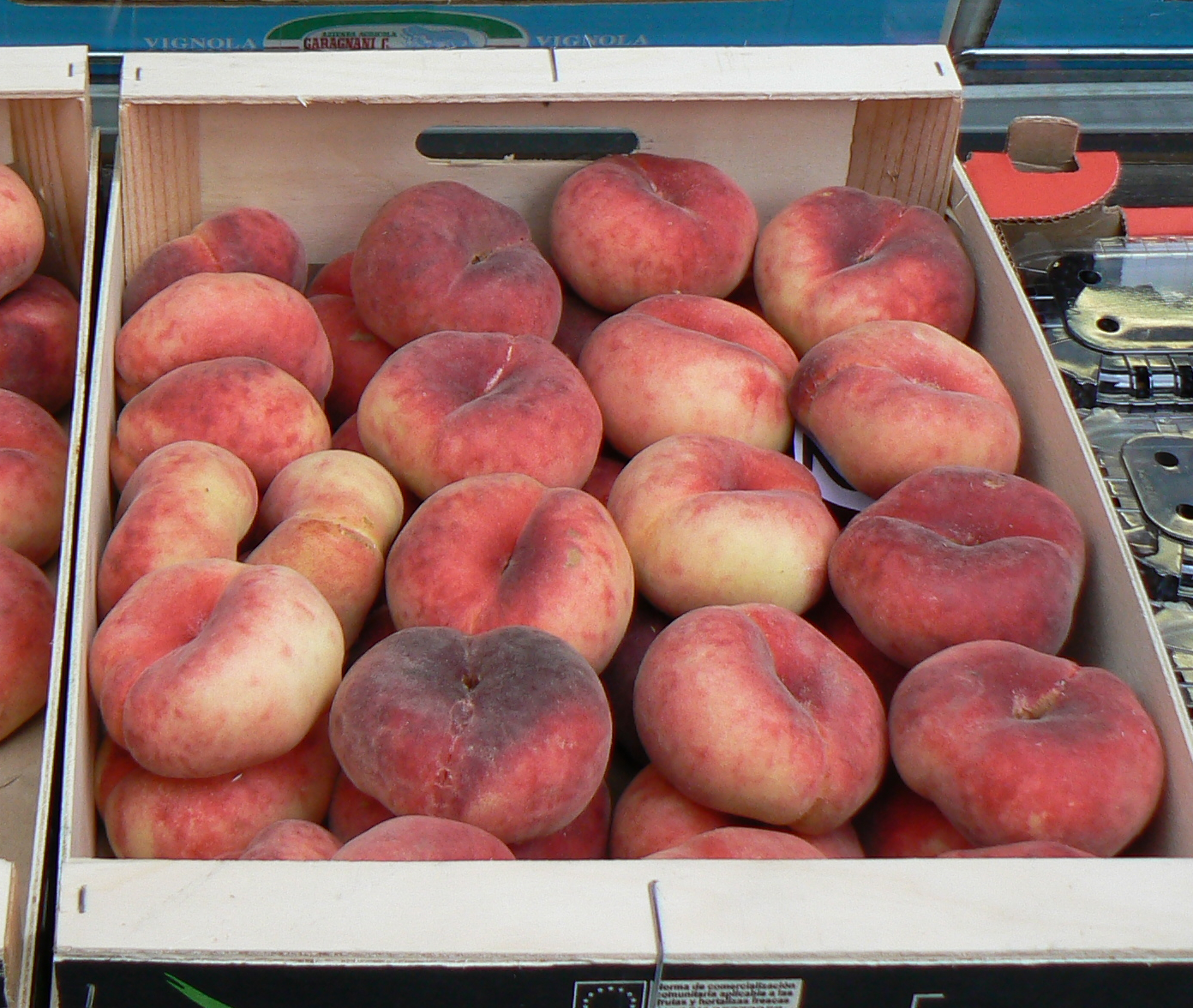
Cassetta di pesche tabacchiera

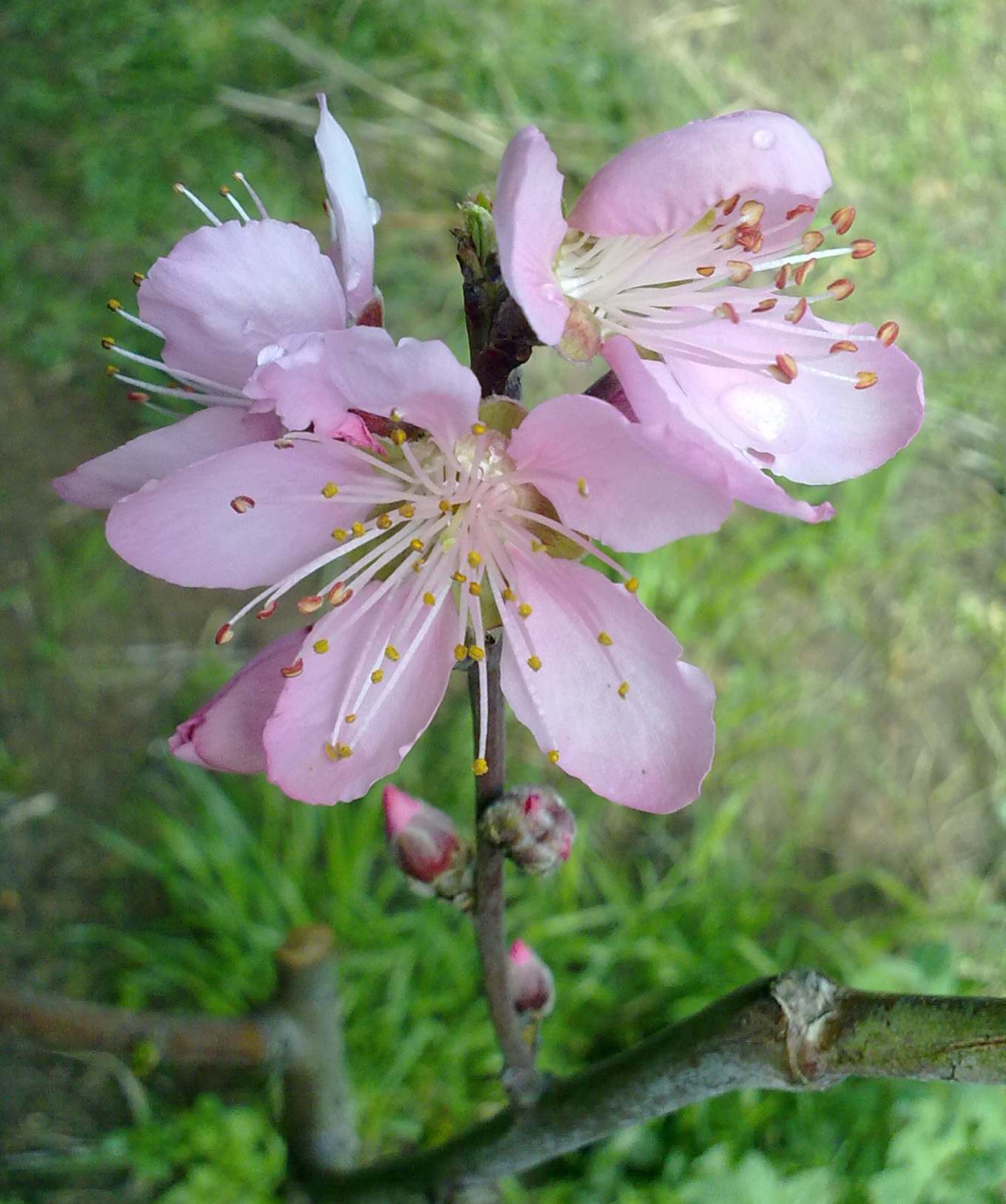
Il fiore

La pesca tabacchiera detta anche platicarpa o piatta (Prunus persica var. platycarpa), è una cultivar di pesca diffusa in vari continenti.
La denominazione "Saturnia" o "Saturnina" corrisponde invece a marchi commerciali dell'azienda agricola Eleuteri di Civitanova Marche, che li usa per contraddistinguere la propria produzione di pesca platicarpa e le varietà di cui detiene diritti esclusivi.

## Caratteristiche
Di dimensione medio piccola, dalla forma schiacciata come una tabacchiera e dal sapore intenso ma dolce, ha una polpa bianca, morbida e molto profumata. Se ne ricavano anche gelati e granite, e ha una grande versatilità in cucina, dove si adatta con successo a piatti sia di pesce sia di carne.

## Diffusione
Nel 1869 la pesca tabacchiera venne introdotta dalla Cina negli Stati Uniti con buoni risultati di produzione, fino a diventare molto popolare negli anni novanta del Novecento.
In Italia è tradizionalmente coltivata in Sicilia, nei comuni di Adrano, Biancavilla, Bronte, Maniace, Mojo Alcantara e Roccella Valdemone. Dalla fine degli anni '80 del secolo scorso si è molto diffusa anche nelle Marche, dove è conosciuta come Saturnia o Saturnina e viene coltivata sulle colline della vallata del fiume Chienti tra i comuni di Montecosaro e Civitanova Marche.